# Salón de la Fama de la Gimnasia Artística
El Salón de la Fama de la Gimnasia Artística es un recinto que honra a los gimnastas artísticos más famosos de la historia. Fue abierto en 1986, con sede en la ciudad de Oklahoma City, Estados Unidos.

## Miembros
| Nombre                | País                        | Año de ingreso |
| --------------------- | --------------------------- | -------------- |
| Olga Korbut           | Unión Soviética             | 1988           |
| Nadia Comaneci        | Rumanía                     | 1993           |
| Masao Takemoto        | Japón                       | 1997           |
| Leon Štukelj          | Eslovenia                   | 1997           |
| Cathy Rigby           | Estados Unidos              | 1997           |
| Mary Lou Retton       | Estados Unidos              | 1997           |
| Béla Károlyi          | Rumanía                     | 1997           |
| Jack Günthard         | Suiza                       | 1997           |
| Arthur Gander         | Suiza                       | 1997           |
| Bart Conner           | Estados Unidos              | 1997           |
| Peter Vidmar          | Estados Unidos              | 1998           |
| Ludmilla Tourischeva  | Unión Soviética             | 1998           |
| Takashi Ono           | Japón                       | 1998           |
| Larisa Latynina       | Unión Soviética             | 1998           |
| Savino Guglielmetti   | Italia                      | 1998           |
| Vera Cáslavská        | Checoslovaquia              | 1998           |
| Yuri Titov            | Unión Soviética             | 1999           |
| Eugen Mack            | Suiza                       | 1999           |
| Nellie Kim            | Unión Soviética             | 1999           |
| Yukio Endo            | Japón                       | 1999           |
| Miroslav Cerar        | Eslovenia                   | 1999           |
| Frank Bare            | Estados Unidos              | 1999           |
| Haruhiro Yamashita    | Japón                       | 2000           |
| Ecaterina Szabo       | Rumanía                     | 2000           |
| Li Ning               | China                       | 2000           |
| Maxi Gnauck           | Alemania Oriental           | 2000           |
| Teodora Ungureanu     | Rumanía                     | 2001           |
| William Thoresson     | Suecia                      | 2001           |
| Sawao Kato            | Japón                       | 2001           |
| Bruno Grandi          | Italia                      | 2001           |
| Lyubov Burda          | Unión Soviética             | 2001           |
| Nikolai Andrianov     | Unión Soviética             | 2001           |
| Berthe Villancher     | Francia                     | 2002           |
| Daniela Silivaș       | Rumanía                     | 2002           |
| Boris Shakhlin        | Unión Soviética             | 2002           |
| Ágnes Keleti          | Hungría                     | 2002           |
| Keiko Tanaka-Ikeda    | Japón                       | 2002           |
| Polina Astakhova      | Unión Soviética             | 2002           |
| Kurt Thomas           | Estados Unidos              | 2003           |
| Franco Menichelli     | Italia                      | 2003           |
| Karin Büttner-Janz    | Alemania Oriental           | 2003           |
| Dmitry Bilozerchev    | Unión Soviética             | 2003           |
| Max Bangerter         | Suiza                       | 2003           |
| Yelena Shushunova     | Unión Soviética             | 2004           |
| Heikki Savolainen     | Finlandia                   | 2004           |
| Helena Rakoczy        | Polonia                     | 2004           |
| Takuji Hayata         | Japón                       | 2004           |
| Alexander Dityatin    | Unión Soviética             | 2004           |
| Erika Zuchold         | Alemania Oriental           | 2005           |
| Akinori Nakayama      | Japón                       | 2005           |
| Valeri Liukin         | Unión Soviética             | 2005           |
| Svetlana Boginskaya   | Unión Soviética             | 2005           |
| Shannon Miller        | Estados Unidos              | 2006           |
| Natalia Kuchinskaya   | Unión Soviética             | 2006           |
| Eizo Kenmotsu         | Japón                       | 2006           |
| Vladimir Artemov      | Unión Soviética             | 2006           |
| Shigeru Kasamatsu     | Japón                       | 2007           |
| Eberhard Gienger      | Alemania                    | 2007           |
| Yelena Davydova       | Unión Soviética             | 2007           |
| Simona Amânar         | Rumanía                     | 2007           |
| Ma Yanhong            | China                       | 2008           |
| Shuji Tsurumi         | Japón                       | 2008           |
| Lilia Podkopayeva     | Ucrania                     | 2008           |
| Stoyan Deltchev       | Bulgaria                    | 2008           |
| Vitaly Scherbo        | Bielorrusia                 | 2009           |
| Elvira Saadi          | Uzbekistán                  | 2009           |
| Dominique Dawes       | Estados Unidos              | 2009           |
| Viktor Chukarin       | Ucrania                     | 2009           |
| Octavian Bellu        | Rumanía                     | 2009           |
| Mikhail Voronin       | Rusia                       | 2010           |
| Yuri Korolev          | Rusia                       | 2010           |
| Henrietta Ónodi       | Hungría                     | 2010           |
| Steffi Kräker         | Alemania Oriental           | 2011           |
| Leonid Arkayev        | Rusia                       | 2011           |
| Aleksandr Tkachyov    | Rusia                       | 2011           |
| Lavinia Miloşovici    | Rumanía                     | 2011           |
| Natalia Shaposhnikova | Rusia                       | 2012           |
| Kim Zmeskal           | Estados Unidos              | 2012           |
| Zoltán Magyar         | Hungría                     | 2012           |
| Gina Gogean           | Rumanía                     | 2013           |
| Albert Azaryan        | Armenia                     | 2013           |
| Natalia Yurchenko     | Unión Soviética             | 2014           |
| Li Yuejiu             | China                       | 2014           |
| Klaus Köste           | Alemania Oriental           | 2014           |
| Jackie Fie            | Estados Unidos              | 2014           |
| Elena Zamolodchikova  | Rusia                       | 2015           |
| Valery Belenky        | Azerbaiyán, Unión Soviética | 2015           |
| Ihor Korobchynskyi    | Ucraina                     | 2016           |
| Tatiana Lysenko       | Ucraina                     | 2016           |
| Jordan Jovtchev       | Bulgaria                    | 2016           |
| Aurelia Dobre         | Rumanía                     | 2016           |
| Alexei Nemov          | Rusia                       | 2017           |
| Alicia Sacramone      | Estados Unidos              | 2017           |
| Oksana Chusovitina    | Uzbekistán                  | 2017           |
| Shun Fujimoto         | Japón                       | 2017           |
| Nastia Liukin         | Estados Unidos              | 2018           |
| Andreea Raducan       | Rumanía                     | 2018           |
| Paul Hamm             | Estados Unidos              | 2018           |
| Ivan Ivankov          | Bielorrusia                 | 2019           |
| Li Xiaopeng           | China                       | 2019           |
| Maria Filatova        | Rusia                       | 2019           |
| Shawn Johnson         | Estados Unidos              | 2019           |
| Carly Patterson       | Estados Unidos              | 2020           |
| Cheng Fei             | China                       | 2020           |
| Kohei Uchimura        | Japón                       | 2020           |